# یوستین پراشک
یوستین واسلاو پراشک در سال ۱۸۵۳ متولد شد و در سال ۱۹۲۴ درگذشت وی از اهالی چکسلواکی، بنیان‌گذار مکتب ایران‌شناسی در نیمه دوم سدهٔ نوزدهم در چکسلواکی بوده‌است. در زمینهٔ تاریخ ایران پیش از اسلام به ویژه دربارهٔ مادها و پارس‌ها تحقیقاتی انجام داده‌است.

## آثار
مقاله‌هایی دربارهٔ تاریخ مادها و پارس‌ها و جانشینان هوخشتره سفر به بیت‌المقدس و قاهره در ۱۴۹۱ و ۱۴۹۲ پژوهش‌هایی در تاریخ باستان نخستین سال‌های حکومت داریوش بزرگ و گشتاسب و گاه‌شماری در ایران باستان، جنگ سناخریب، پیروزی مقدونیان، کوروش بزرگ، کمبوجیه، داریوش یکم